# Michael Trent
Michael Trent (geb. vor 1990) ist ein Filmeditor, der zu Beginn seiner Karriere als Assistent im Bereich der Tongestaltung arbeitete. Anschließend fand er als Schnittassistent bei bekannten Filmen wie L.A. Confidential, Der Soldat James Ryan, The Kid – Image ist alles, A.I. – Künstliche Intelligenz, Catch Me If You Can, München eine Anstellung. Im Jahr 2005 arbeitete Trent als Editor bei dem Kurzfilm Daydream Believer. Es folgten mit Dr. Dolittle 4, The Marine 2, Death Race: Inferno und Liebe und andere Turbulenzen weitere Filme, in denen er am Filmschnitt beteiligt war.

## Filmografie (Auswahl)
- 1990: Gestrandet (Håkon Håkonsen)
- 1996: Auge um Auge (Eye for an Eye)
- 1997: Amistad
- 1997: L.A. Confidential
- 1998: Der Soldat James Ryan (Saving Private Ryan)
- 1999: Das Geisterschloss (The Haunting)
- 2000: The Kid – Image ist alles (The Kid)
- 2001: A.I. – Künstliche Intelligenz (AI – Artificial Intelligence)
- 2002: Minority Report
- 2002: Catch Me If You Can
- 2004: Terminal
- 2005: München (Munich)
- 2005: Daydream Believer (Kurzfilm)
- 2008: Dr. Dolittle 4
- 2009: The Marine 2
- 2010: Flicka 2 – Freunde fürs Leben (Flicka 2)
- 2012: Death Race: Inferno (Death Race 3: Inferno)
- 2013: Liebe und andere Turbulenzen (Girl on a Bicycle)
- 2018: Deep Blue Sea 2